# Секей, Золтан (скрипач)
Золтан Секей (венг. Székely Zoltán; 8 декабря 1903 — 5 октября 2001, Банф, Канада) — венгерский скрипач.
Родился в семье провинциального врача, увлечённо игравшего на скрипке (главным образом народную музыку). Учился в Музыкальной академии Ференца Листа у Енё Хубаи (скрипка), Золтана Кодаи (композиция) и Лео Вайнера (камерный ансамбль). Благодаря Кодаи в 1921 году, в год окончания академии, познакомился с Белой Бартоком, с которым его связала многолетняя дружба: Секею посвящены Рапсодия № 2 (1928) и Второй скрипичный концерт композитора, Секеем же и исполненный впервые 23 марта 1939 г. в Амстердаме; Секей также переложил «Румынские народные танцы» Бартока для скрипки и фортепиано (1925).
В 1925 г. триумфально исполнил собственную дебютную сонату для скрипки соло на третьем фестивале Всемирные дни музыки в Венеции. На протяжении 1920-30-х гг. много концертировал как солист, гастролировал в разных странах Европы (особенно в Великобритании), часто вместе с виолончелистом Паулем Херманом. После женитьбы в 1926 г. на голландке Игминии Эвертс жил преимущественно в Нидерландах, в 1940—1941 гг. был концертмейстером Оркестра Консертгебау, выступал как солист с другими оркестрами страны. В 1935 г. для супругов Секей был построен дом в Сантпорте под Амстердамом, по проекту Геррита Ритвельда. С 1937 г. и вплоть до роспуска коллектива в 1972 г. первая скрипка Венгерского квартета, перебравшегося благодаря этому в Нидерланды. Концом работы Секея в оркестре Консертгебау и началом трёхлетнего перерыва в деятельности квартета стало лето 1942 года, когда нацистский оккупационный режим в Нидерландах обнаружил доказательства еврейского происхождения музыканта, что автоматически означало запрет на публичные выступления.
Осенью 1945 г. Секей возобновил выступления с квартетом, а в 1950 г. весь коллектив перебрался в США. После роспуска квартета Секей на протяжении 1970-х гг. вернулся к сольной карьере, исполняя преимущественно написанные для него произведения Бартока; 26 сентября 1977 г. он с успехом выступил в последний раз в Будапеште. В 1981 г., в ознаменование столетия Бартока, утверждён почётным профессором Музыкальной академии Ференца Листа. Последние 25 лет жизни Секея прошли в Канаде; провинция Альберта учредила для него должность скрипача-резидента.
Композиторское наследие Секея невелико, меньше десятка сочинений. В 1937 г. после неудачной попытки представить музыкальной общественности свой струнный квартет он отказался от занятий композицией. Это сочинение было впервые исполнено лишь в 1999 году Новозеландским струнным квартетом.